# آبشار داسام
آبشار داسام (به انگلیسی: Dassam Falls) آبشاری است که در  جارکند، هند واقع شده و ارتفاع کلی ریزشگاه آن ۴۴ متر (۱۴۴ فوت) است.